# Alexis Spyridonidis
Alexandros "Alexīs" Spyridōnidīs (en griego, Αλέξανδρος "Αλέξης" Σπυριδωνίδης, Níkea; 3 de febrero de 1995) es un baloncestista griego que pertenece a la plantilla del Rethymno BC de la A1 Ethniki, el primer nivel del baloncesto griego. Con 1,91 metros de estatura, ocupa la posición de base.

## Trayectoria deportiva

### Grecia
Comenzó su carrera en la A1 Ethniki, la primera división de su país, en el Ilisiakos BC, de donde pasó en 2013 al KAOD BC con un contrato por cuatro temporadas. Pero dos años más tarde, el equipo desapareció por problemas económicos, fichando entonces por el A.E. Neas Kīfisias. Pero únicamente llegó a disputar siete partidos, en los que apenas contó para su entrenador.
En septiembre de 2016 firmó con el Koroivos B.C.. Allí jugó dos temporadas, promediando en la segunda de ellas 3,9 puntos y 1,3 asistencias por partido. Tras el descenso del equipo a la A2 Ethniki, pasó a firmar con el Holargos B.C., equipo recién llagado a la máxima categoría. Jugó una temporada en la que promedió 2,8 puntos por partido.

### España
El 25 de julio de 2019 se anunció su fichaje por el Bodegas Rioja Vega de la LEB Plata, el tercer nivel del baloncesto español, en su primera experiencia fuera de su país.